# Cirkel (Zwitserland)
Een cirkel (Duits: Kreise; Italiaans: circolo; Frans: cercle) in Zwitserland is een bestuurlijke indeling die maar in enkele grotere kantons voorkomt. Het is lager dan een district. De kantons Ticino en Graubünden maken gebruik van dergelijke cirkels. Vanaf 1 januari 2008 werden de cirkels in het kanton Vaud afgeschaft.